# Raddusa
Raddusa település Olaszországban, Szicília régióban, Catania megyében. Lakosainak száma 2812 fő (2023. január 1.). Raddusa Assoro, Piazza Armerina, Ramacca, Aidone és Castel di Iudica községekkel határos.

## Népesség
A település lakossága az elmúlt években az alábbi módon változott:
| Lakosok száma | 3133 | 3100 | 2812 |
|               | 2017 | 2018 | 2023 |